# Moggerhanger
Moggerhanger, est un village et une paroisse civile du Central Bedfordshire, en Angleterre. Au XXe siècle, le nom du village a été orthographié de différentes façons : Moggerhanger, Mogerhanger, Muggerhanger et Morehanger. La prononciation locale du nom du village est Morhanger.